# Bornella anguilla
Bornella anguilla is een slakkensoort uit de familie van de Bornellidae. De wetenschappelijke naam van de soort is voor het eerst geldig gepubliceerd in 1984 door Johnson.